# لوئیس کالینز
لوئیس کالینز (انگلیسی: Lewis Collins؛ ‏ ۲۷ مهٔ ۱۹۴۶ – ۲۷ نوامبر ۲۰۱۳)  بازیگر اهل بریتانیا بود. وی بین سال‌های ۱۹۷۴ تا ۲۰۱۳ میلادی فعالیت می‌کرد.
از فیلم‌ها یا سریال‌های تلویزیونی که وی در آن نقش داشته است، می‌توان به جک قاتل، گزینه نهایی و حرفه‌ای‌ها اشاره کرد.